# マーホ
マーホ（シンハラ語: මහව）とは、スリランカ北西部州の町であり、クルネーガラ県に属している。マーホはヤーパフワの岩山から北西に4km離れた場所に建ち、周辺の地域にはメディヤワなどの有名な灌漑用水の貯水池が存在する。
町には仏教徒、イスラム教徒、ヒンドゥー教徒、キリスト教徒が居住している。

## 交通
鉄道駅のマーホ駅は、ポルガハウェラからカンカサントゥレイを通る北部線に属している。マーホ駅は北部線とバッティカロア線の交差点の近くに位置する。

## 教育
政府の方針に従って、国立学校のすべての生徒に無償で教育が提供されている。これらの学校は政府と州議会の両方によって運営されている。